# Neukirchen/Pleiße
Neukirchen/Pleiße − miejscowość i gmina w Niemczech, w kraju związkowym Saksonia, w okręgu administracyjnym Chemnitz, w powiecie Zwickau.

## Zamek
Schweinsburg jest zamkiem na wodzie położonym około 250 m n.p.m. Jego historia sięga 973 r., kiedy pojawiły się o nim pierwsze wzmianki. Początkowo służył jako twierdza obronna. W XII w. wybudowano w tym miejscu potężny zamek otoczony fosą. W 1413 r. warownia wraz z całą posiadłością została przejęta przez margrabiego Miśni, członka rodziny Wettyn, najstarszej i jednej z najpotężniejszych niemieckich dynastii. Nazwa „Schweinsburg” wywodzi się od dużej ilości dzików w okolicznych lasach. Na przestrzeni wieków obiekt zmieniał właścicieli i pełnił głównie funkcję prywatnej rezydencji. W latach 1900–08 w jednym ze skrzydeł zamku mieściła się fabryka wyrobów garncarskich. Długi zmusiły ówczesnego właściciela do sprzedaży zamku kupcowi z Zwickau, który mieszkał w nim do 1945 r., kiedy wojsko rosyjskie zajęło miejscowość. W tym okresie wysadzono w powietrze wieżę. W kolejnych latach zamek wykorzystywano w różnych celach. Obiekt został gruntownie wyremontowany i zaadaptowany jako ośrodek konferencyjno-hotelowy. W 1994 r. do zamku dobudowano centrum kongresowe.